# Kays Atil
Kays Ruiz-Atil (Lyon, 26 augustus 2002) is een Marokkaans profvoetballer die doorgaans als middenvelder speelt.

## Clubcarrière

### Jeugd
Atil begon als vijfjarige te voetballen voor plaatselijke amateurclub FC Gerland, voordat hij in 2009 werd opgemerkt door de scouts van Olympique Lyonnais. Hij werd in Lyon als snel opgepikt door het grote FC Barcelona. Hier speelde hij zes jaar in La Masía. Atil werd gedwongen te vertrekken vanwege de regels van de FIFA destijds en vertrok in 2017 naar de jeugdopleiding van Paris Saint-Germain.

### Senioren
Atil werd op 30 juli 2020 door coach Thomas Tuchel opgenomen in de selectie voor de finale van de Coupe de la Ligue tegen Olympique Lyonnais. Hierna werd hij ook opgenomen in de Champions League selectie.
Atil debuteerde op 10 september 2020 met een basisplaats in de competitiewedstrijd tegen RC Lens.
Op 12 juli 2021 tekende hij een transfervrij contract bij FC Barcelona B, voor 3 seizoenen met een optie voor nog 2 seizoenen. Hij zou in het seizoen 2021/2022 ook kansen krijgen voor het eerste elftal van FC Barcelona. De afkoopclausule bedraagt 50 miljoen voor het B-elftal en 100 miljoen als hij naar het eerste elftal promoveert.
Op 11 mei 2022 maakte FC Barcelona bekend dat ze per direct afscheid nemen van Atil.

## Clubstatistieken
| Seizoen     | Club                | Competitie         | Competitie | Competitie | Beker | Beker | Internationaal | Internationaal | Totaal | Totaal |
| Seizoen     | Club                | Competitie         | Wed.       | Dlp.       | Wed.  | Dlp.  | Wed.           | Dlp.           | Wed.   | Dlp.   |
| ----------- | ------------------- | ------------------ | ---------- | ---------- | ----- | ----- | -------------- | -------------- | ------ | ------ |
| 2020/21     | Paris Saint-Germain | Ligue 1            | 7          | 0          | 0     | 0     | 0              | 0              | 7      | 0      |
| 2021/22     | FC Barcelona B      | Segunda División B | 0          | 0          | 0     | 0     | 0              | 0              | 0      | 0      |
| Club totaal | Club totaal         | Club totaal        | 7          | 0          | 0     | 0     | 0              | 0              | 7      | 0      |

Bijgewerkt t/m 12 juli 2021

## Interlandcarrière
Atil is Marokkaans jeugdinternational. Hij speelde jeugdinterlands voor zowel Marokko -15 als Marokko -17, maar veranderde uiteindelijke toch van jeugd-elftal door middel van zijn dubbele nationaliteit. Hij moet nog zijn debuut maken als Frans jeugdinternational.

## Erelijst
Paris Saint-Germain
- Ligue 1: 2019/20
- Coupe de la Ligue: 2020
- Coupe de France: 2020